# Personaggi di Gran varietà

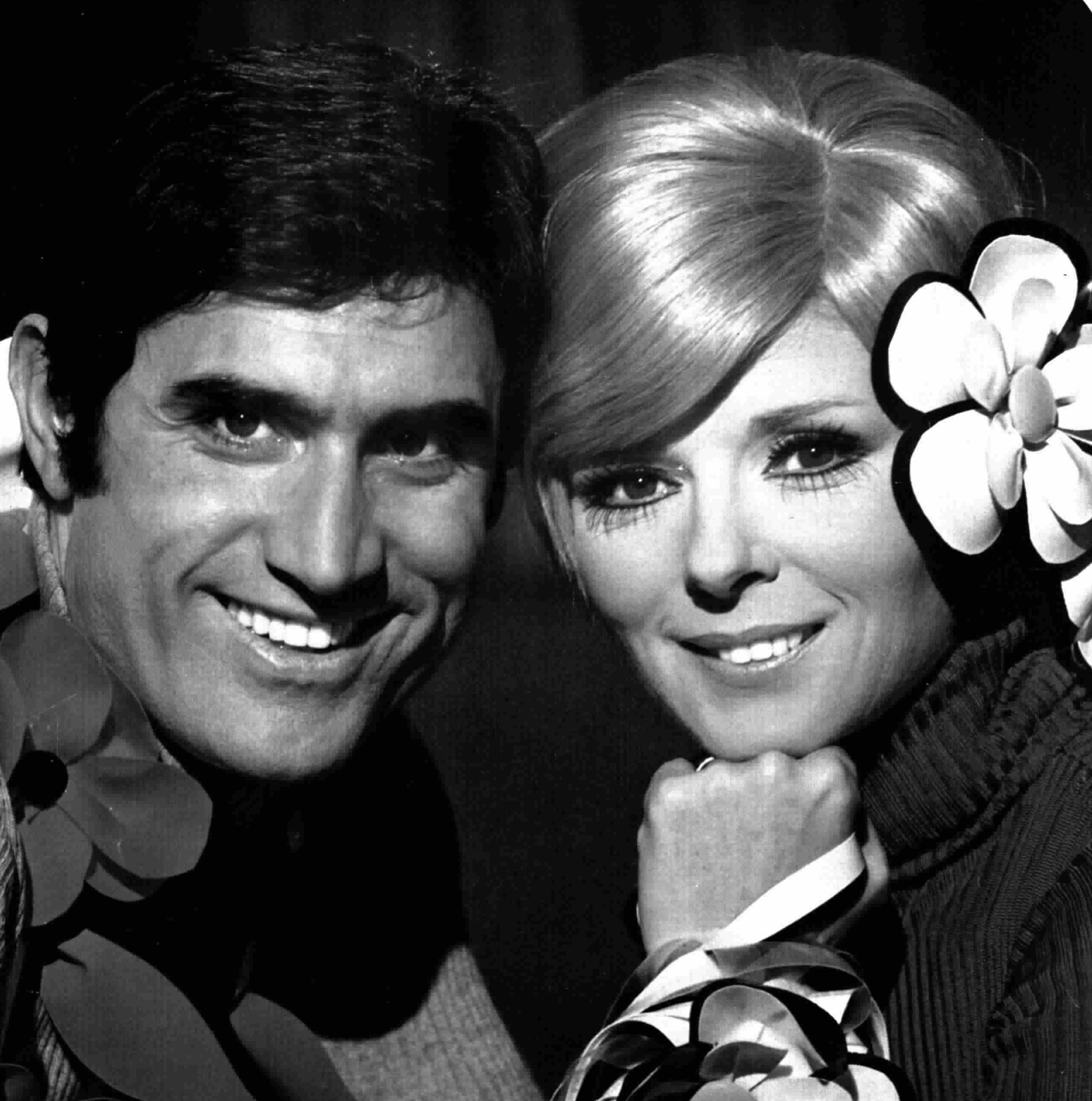
Lando Buzzanca tra il 1970 e il 1974 ha impersonato il maggior numero di personaggi nella storia della trasmissione: l'altezzoso aristocratico inglese (con Delia Scala, a fianco), il contadino Buzzurro, il playboy Buzzanco, Filumeno il pecoraro dell'Apiro e il latin lover, nella rubrica Ricordi d'amore, nell'unica sua conduzione del programma.

Questa lista raggruppa i circa ottanta personaggi presentati nella trasmissione radiofonica Gran varietà, andata in onda dal 1966 al 1979 sul secondo programma (oggi Rai Radio 2) per un totale complessivo di oltre 2.600 sketch, sia puramente comici sia le cosiddette "scenette di situazione" derivate dalla situation comedy radiofonica statunitense. Nella maggior parte dei casi i personaggi erano creazioni originali, con alcune riproposizioni già presentate in precedenza, anche se quasi tutti, con poche eccezioni, non ricompariranno nelle edizioni successive.

## Caratteristiche dei personaggi principali

### Coppie di personaggi
Diverse furono le coppie di personaggi proposte nel programma, da Eleuterio e Sempre Tua (la più famosa, interpretata da Paolo Stoppa e Rina Morelli dal 1966 al 1974), a Filippo e Giovanna, gli angeli custodi (interpretati da Enrico Maria Salerno e Valeria Valeri dal 1967 al 1968), poi Leonida ed Esmeralda, la coppia snob che crede di essere superiore alle altre (interpretati da Aroldo Tieri e Giuliana Lojodice dal 1969 al 1974), Ciccino e Ciccina, impersonati da Delia Scala e Renato Rascel nel 1967; gli altezzosi aristocratici industriali inglesi, marito e moglie, alle prese con le rivendicazioni dei lavoratori per migliori condizioni di vita (interpretati da Delia Scala e Lando Buzzanca nel 1970 e già proposti nel varietà televisivo Signore e signora, con i tormentoni Teressa a me! e Mi vien ca ridere!), Don Chisciotte e Sancio Addome, una ironica rivisitazione dei personaggi letterari di Don Chisciotte e Sancio Panza interpretati da Domenico Modugno e Silvio Spaccesi nel 1971; i personaggi dei due suonatori ambulanti, l'aspirante accalappiacani e il professore, impersonati da Franco Franchi e Ciccio Ingrassia nel 1972; il professionista (medico, ingegnere, ecc.) e la segretaria fanatica degli oroscopi, interpretati da Alberto Lupo e Paola Pitagora nel 1973; Maria e Fernando, una coppia di sposi che vive in situazione precaria alle prese con i problemi dei figli, interpretati da Giovanna Ralli e Francesco Mulè nel 1975, le riproposizioni dei personaggi dei fratelli De Rege (la celebre scenetta Vieni avanti, cretino!) e di Stanlio e Ollio interpretati da Walter Chiari e Carlo Campanini e diversi altri.

### Singoli personaggi
Tra i personaggi singoli, si devono ricordare le riproposte di Mario Pio e del Conte Claro, interpretati da Alberto Sordi con Gianni Agus e Wanda Tettoni; quindi Alvaro il tassinaro, Menelao Strarompi e Bastianino, interpretati da Paolo Panelli in coppia con Renato Izzo e Gianni Agus; Cesira la portinaia e Firmina Calì (con il tormentone che tutti gli ommini fa imbizzarì) interpretate da Bice Valori con Carlo Campanini; Ugo e la sua coscienza, Tre Ugo Tre Ugo (una parodia di Chiamate Roma 3131) e Don Gnazzi, interpretati da Ugo Tognazzi; il puntualizzatore della lingua italiana, impersonato da Nino Manfredi; Renatino il contestatore, interpretato da Renato Rascel; il "Sociologo e Tipologo di vaglia", un conferenziere impegnato a illustrare varie tipologie umane, e "Montecristo Superstar", impegnato a vendicarsi a modo suo su oggetti di largo consumo e nuove invenzioni, impersonati da Vittorio Gassman; Rosalia, dapprima moglie di Leopoldo e in seguito portinaia della guardiola di uno stabile perennemente sfortunata in amore, Marion Glacé, la diva del varieté in declino e Suora Monica, interpretati da Monica Vitti; Torquato il pensionato, Dudù il gagà e la romantica donna inglese, presentata con successo anche in televisione nel programma Quantunque io, interpretati da Enrico Montesano; il Conversevole della domenica e il centenario Fernando De Rossi Bianchetti, impersonati da Gianrico Tedeschi; il Maleducatore, uno stravagante insegnante di modi di comportamento poco consoni, interpretato da Romolo Valli; Avogadro il ladro, che insieme al complice Cicerone progetta furti che non vanno mai in porto, il Conquistatore di donne bravo solo in teoria ma non nella pratica (con il famoso tormentone Invidiosi!) e il Mago della Garbatella, impersonati da Gigi Proietti; il Divino Creaturo, dove Aroldo Tieri era un personaggio che si esprimeva in linguaggio aulico e ricercato intento a incontrare donne delle diverse regioni, tutte interpretate nei vari dialetti da Giuliana Lojodice; Amedeus ex machina, impersonato da Amedeo Nazzari; la rivisitazione di Cyrano de Bergerac e il naufrago dell'Asiago 10 in compagnia della bertuccia Orietta e del pescecane Boby Dick, interpretati da Gino Cervi; Ugo Fantozzi e l'Estetisto, un visagista da strapazzo che risponde a finte lettere di ascoltatori sottoponendo Giandomenico Fracchia agli esperimenti più bizzarri, impersonati da Paolo Villaggio; Giovanni il buzzurro, il playboy Buzzanco dal "volto sexy e mano al fianco" e da Filumeno il pecoraro dell'Apiro, che giunge in città dalla campagna e resta scandalizzato dalla civiltà dei consumi, interpretati da Lando Buzzanca, e altri ancora. Marcello Mastroianni partecipò una sola volta, alla centesima puntata, il 26 maggio del 1968, con tanto di sigletta specifica cantata dai I 4 + 4 di Nora Orlandi, in una scenetta celebrativa (dal titolo significativo Marcello il pigro) con Raimondo Vianello a fargli da spalla.

## Caratteristiche degli sketch
Negli sketch venivano presi di mira, in maniera bonaria, trasmissioni televisive come il Festival di Sanremo, Canzonissima e Spaccaquindici, si parodiavano celebri canzoni e spesso venivano aggiunti rumori di scena in sottofondo per aumentare il realismo. Molte volte gli sketch erano scritti sul momento, in qualche caso anche pochi giorni prima della messa in onda della trasmissione, ispirandosi a fatti e avvenimenti di stretta attualità: un esempio tra i tanti fu con l'ultimo personaggio interpretato da Buzzanca nella trasmissione (il pecoraro dell'Apiro) che nella puntata del 25 marzo 1973 era alle prese con l'introduzione dell'IVA, avvenuta due mesi prima.

## Lista dei personaggi

### Eleuterio e Sempre Tua
Sono stati i personaggi più celebri della storia del programma e, inoltre, l'unico sketch andato avanti per quattro edizioni (nell'autunno del 1966, estate del 1967, inverno del 1970 e tra l'autunno del 1973 e l'inverno del 1974) per 56 scenette complessive, scritto da Maurizio Jurgens e interpretato da Paolo Stoppa e Rina Morelli. Da questi sketch, nel 1976, venne tratto un primo libro edito da Rusconi. Una trentina di anni più tardi, nel 2008, Dario Salvatori e i tre figli di Jurgens (Stefano, Gessica e Carlo) pubblicheranno un secondo libro con le trascrizioni integrali degli sketch.

### L'arrabbiatissimo
(L'inizio dei monologhi)

Paolo Stoppa partecipò da solo alla trasmissione radiofonica nella primavera del 1969 impersonando un personaggio che riuniva in sé molte caratteristiche del più celebre Eleuterio.

Tra la seconda e la terza stagione di Eleuterio e Sempre Tua, Paolo Stoppa partecipò da solo nel 12° ciclo della trasmissione, dalla fine di marzo alla fine di giugno del 1969, interpretando un personaggio senza nome, un marito all'apparenza esteriore calmo e composto ma interiormente "arrabbiatissimo", pronto a criticare e contestare in caustici monologhi (scritti sempre da Maurizio Jurgens) la convivenza e il metodo di vita della consorte (che stavolta, a differenza dello sketch più famoso, è un po' più giovane e si chiama Gabriella), di un'opprimente suocera e di parenti invadenti, alle prese con problemi e tentazioni tipiche della vita coniugale della fine degli anni '60. Di seguito si fornisce un breve riassunto dei quattordici sketch andati in onda: tra parentesi, la data di trasmissione.
- Le frasi fatte della consorte (30 marzo 1969)

Il marito di Gabriella si appresta ad affrontare una comunissima giornata di lavoro ma si adira poiché mentre prende il caffè, si veste ed è sulla soglia dell'uscio la moglie insonnolita ha freddo nonostante il termosifone acceso e gli raccomanda di mettersi un maglione e di non fare tardi come al solito. Lui, distratto anche dalla bellezza della vicina di casa, si dimentica l'ombrello. Per giunta piove tutto il giorno, e quando rientra a casa si prende un raffreddore e ha i primi sintomi dell'influenza. Gabriella gli rimprovera di fumare troppo, e lui ribatte di avere un principio di sinusite e che non tocca una sigaretta da due anni.
- Pasqua con la suocera (6 aprile 1969)

Il giorno della festa pasquale il marito di Gabriella viene oppresso dalla suocera pugliese che gli rimprovera il fatto che sua figlia, mangiando poco, dia segni di deperimento. Quando arriva il momento del pranzo, la donna mangia tutte le vivande preparate da Gabriella, non saltando neanche una portata, fino al dolce tradizionale. Al termine ammette che, se il pranzo pasquale è stato di quel livello, si immagina quelli dei giorni normali; ma continua a rimproverare al genero la magrezza di sua figlia. Lui, ribollente di rabbia, per calmarsi deve mangiare un dolce zuccherato in modo da evitare la presenza della suocera in casa sua almeno fino al prossimo Natale.
- Le domande cretine (13 aprile 1969)

Durante l'intera giornata lavorativa il marito di Gabriella è puntualmente ossessionato dalle domande scontate e ovvie che la consorte gli pone, ma per il quieto vivere, lui è costretto a mantenere la calma in ogni occasione. Per pranzo lei prepara la trippa con l'aglio in modo da rovinargli l'alito, quindi riceve telefonate da amiche appena conosciute dal parrucchiere ma anche da un uomo del quale confonde l'identità; dopo cena, mentre guardano la televisione ricevono visite inaspettate da parte dei loro amici, e durante la notte lei, per assicurarsi che stia dormendo, gli domanda se è riuscito a prendere sonno assestandogli una pacca sulla spalla in maniera tale da svegliarlo.
- La camicia pulita (20 aprile 1969)

Il marito di Gabriella è addetto come impiegato di concetto agli uffici demaniali con funzioni direttive e, del suo guardaroba, ha dodici camicie, delle quali undici sono ad asciugare e una sola pronta. Quando la moglie gliela stira, si accorge che la camicia pulita è di colore rosa con righe verdi, regalata da lei in tempi remoti, non adatta al vestito che deve indossare. Temendo i commenti salaci dei suoi dipendenti, scopre che il suo prediletto soprabito grigio era stato portato in tintoria tre mesi prima e mai ritirato. Per quel giorno si dovrà recare al lavoro vestito come un sottotenente di fanteria.
- La cortesia della consorte (27 aprile 1969)

Il marito di Gabriella, dopo un'intensa giornata di lavoro, ha terminato le sigarette e la consorte gli chiede, visto che scende giù, di passare prima dal fornaio a prendere il pane, quindi a fare la spesa intera dal macellaio e dal pizzicagnolo tirando fuori una lista già pronta delle cose da fare. Quando ha sbrigato le incombenze, torna a casa e si accorge che si è dimenticato di comprare proprio le sigarette. La moglie a cena si accorge che non fuma e lo avverte che un ultimo pacchetto era rimasto nel salotto. Mentre si reca per prenderlo lei, gia che c'è, gli fa spostare nel corridoio una grande e pesante cristalliera; al suo posto viene posizionato lo scaffale dei libri. Lui si consola pensando al fatto che passerà le lunghe ore di straordinario in ufficio rilassandosi con sigarette e parole incrociate, confidando nella benevolenza del suo capo ufficio.
- I libri gialli (4 maggio 1969)

Il marito di Gabriella, seduto sulla poltrona, cerca di terminare la lettura di un libro giallo, ma la moglie gli rivela in anticipo l'assassino rimproverando la sua scarsità di cultura e di ambizioni: lui ribatte di leggere anche autori più impegnati, ma nella sua libreria non ci sono gli autori preferiti dalla consorte. Lei, dopo un breve litigio, gli dice che può continuare a leggere quei gialli di scarso valore letterario; al momento di scendere giù, domanda al marito se può andare all'edicola a prendere i suoi prediletti fumetti neri. Lui immagina di rivoltare a proprio piacimento la trama del giallo che non ha finito di leggere cercando di organizzare il delitto perfetto.
- La smorfiosa in rosso (11 maggio 1969)

Dopo quattordici anni di matrimonio il marito di Gabriella, deluso della vita coniugale, si sente chiedere dalla moglie la possibilità di una separazione: basta che dica di sì e lei è pronta ad andarsene. Lui ammette che negli ultimi cinque anni ci sono stati diversi motivi di screzi tra di loro, ma poi lei svela il motivo reale: otto giorni prima, la sua amica Marcella lo ha visto entrare in un bar in centro con un'altra donna vestita di rosso, una "smorfiosa". Il marito ribatte che al bar c'è sempre entrato con un collega di lavoro, ma poi grazie al ritrovamento del fantomatico vestito rosso scopre la verità.
- L'ipotesi di un salvataggio (18 maggio 1969)

Il marito di Gabriella, mentre si rilassa in poltrona con alcoolici e sigari, si sente rivolgere dalla consorte una domanda bizzarra ma classica: in caso di incendio della casa, chi salverebbe per prima tra lei o la suocera. Lui prende in considerazione l'idea di salvarle entrambe, ma la donna in questo caso ipotizza un ritorno dalla madre; poi quella di salvare la suocera e infine la moglie stessa, col risultato che nel primo caso viene accusato di essere un uxoricida e, nel secondo, la salverebbe soltanto per sbrigare le faccende casalinghe tra le quali la stiratura delle camicie.
- Il rubinetto che sgocciola (25 maggio 1969)

Terminata la giornata, il marito di Gabriella si distende sul letto e, nel buio più completo e con gli occhi già chiusi, viene svegliato improvvisamente dalla consorte: un rubinetto sta sgocciolando e non riesce a prendere sonno. Lui, alzatosi di malavoglia, avanza a tentoni cercando di capire se il rubinetto è quello del bagno, nella cucina oppure quello di servizio, ma una serie di ostacoli imprevisti gli impediscono di sbrigare l'incombenza. Tornato a letto, si accorge che il gatto di casa ha preso il suo posto sul materasso e, inoltre, la moglie si è ricordata che il rubinetto difettoso è quello della pompa per innaffiare il giardino.
- La domanda A cosa pensi...? (1º giugno 1969)

Il marito di Gabriella, rilassato sulla poltrona, ripensa con la mente a famose e belle attrici, quando la moglie, vedendolo assorto nei suoi pensieri, gli rivolge la consueta domanda "A cosa pensi...?". Lui, sempre più adirato, vorrebbe dirgli la verità ma teme che possa essere preso per un mascalzone; quindi le dice di pensare a lei ma si sente dare del bugiardo; lei, incalzandolo, gli domanda se l'amerebbe anche se fosse brutta e goffa, e alla risposta affermativa lo accusa di essere frivolo e dongiovanni. Per calmarsi, lui prende dallo scaffale il suo libro prediletto e inizia a sfogliarlo.
- La diabolica abilità (8 giugno 1969)

Il marito di Gabriella, mentre ripensa alla diabolica abilità della consorte di provocarlo in continuazione con modi apparentemente dolci, viene chiamato da lei per provare se in uno dei mazzi di chiavi c'è ancora quella della botola che conduce nella soffitta. Per arrivarci, deve scendere in cantina a prendere la scala semovente a libretto e, constatato che una di esse funziona ancora, ritorna a rilassarsi in poltrona pensando ancora a una bella e famosa attrice. Lei lo esorta ad arrotolare il grande tappeto del salotto e riporlo in soffitta spostando i mobili molto pesanti. Alla fine, sempre più stanco e arrabbiato, deve riportare in cantina l'ingombrante scala.
- Il fegato in pezzi (15 giugno 1969)

Dopo la cena, il marito di Gabriella si dirige verso il mobile bar dove è custodita la sua ultima bottiglia di whisky per berne un bicchierino, ma non trovandola la moglie lo avverte che l'ha nascosta in un luogo segreto. Secondo lei, beve troppo e la cosa può ridurgli il fegato in pezzi; ma, essendo sinceramente preoccupata per la sua salute, inizia a piangere. Lui inizia a consolarla rammentandole la bontà delle scaloppine mangiate quella sera, e la consorte gli rivela che per renderle più saporite ci ha aggiunto un litro di cognac.
- La richiesta di divorzio (22 giugno 1969)

Il marito di Gabriella si sente rivolgere dalla consorte una domanda strana su una possibile ma (per l'epoca) ipotetica richiesta di divorzio, in quanto lei lo avrebbe colto in flagrante con Luciana, una delle sue migliori amiche. Lui le spiega che non è minimamente interessato all'amica in quanto non proprio bella, e la moglie gli rivela di avere già da diversi anni un nuovo amore segreto, e per questo, sarebbe a sua volta intenzionata a divorziare. Ma quando lui scopre la verità (si è inventata tutto per metterlo alla prova sulle sue reazioni) si consola pensando che alla domenica può recarsi allo stadio per vedere la partita di calcio in mezzo a una folla urlante e, secondo lui, irrazionale.
- Il ritorno della suocera (29 giugno 1969)

Il marito di Gabriella, costretto ad essere pacifico e accondiscendente ma in realtà profondamente arrabbiato nel suo intimo, stavolta deve sopportare il rientro della suocera in casa per controllare l'andamento della loro vita coniugale: lei gli rimprovera il fatto che sua figlia si affatichi troppo nelle faccende casalinghe, subissandolo di alcuni omaggi di fiasche d'olio fatte giungere dal suo paese. Arriva poi il giorno del compleanno della suocera e dell'anniversario del matrimonio, e un grande numero di parenti si precipita in casa per festeggiare il doppio evento: lui, per regalo, le fa un vestito acquistato di seconda mano. Il giorno dopo, prima di andarsene, la suocera si premura di fare le solite raccomandazioni e lo spedisce verso la lavatrice, dove lo attende la moglie con una montagna di vestiti da lavare, asciugare e stirare per gli otto ospiti della festa, da rimandare perfettamente puliti e ordinati tramite il corriere postale: all'incombenza, stavolta, dovrà pensarci lui. È l'ultima scenetta della serie: il personaggio non sarà più riproposto e Stoppa ritornerà nuovamente ospite fisso della trasmissione radiofonica nel 15° ciclo, insieme a Rina Morelli, con la terza stagione di Eleuterio e Sempre Tua.

### Gaetano Pappagone
Impersonato da Peppino De Filippo, fu l'ultima apparizione del personaggio tre anni dopo le sue interpretazioni televisive a Scala reale. I primi due sketch furono interpretati con Gianni Agus, quelli successivi con altri attori.
- Pappagone e il passaporto (5 ottobre 1969)
- Pappagone e il corso accelerato (12 ottobre 1969)
- Pappagone e le cicche di sigarette (19 ottobre 1969)
- Pappagone e le lezioni di canto (26 ottobre 1969)
- Pappagone e la schedina (9 novembre 1969)
- Pappagone e il mal di denti (16 novembre 1969)
- Pappagone e la caccia (23 novembre 1969)
- Pappagone e il pretore (30 novembre 1969)
- Pappagone e il maestro (7 dicembre 1969)
- Pappagone e il capitone (21 dicembre 1969)
- Pappagone e l'astronomo (28 dicembre 1969)
- Pappagone e la testimonianza (4 gennaio 1970)
- Pappagone e la commedia al buio (11 gennaio 1970)

### Gli aristocratici industriali inglesi (Delia Scala e Lando Buzzanca)
Impersonati da Lando Buzzanca e Delia Scala, i personaggi degli altezzosi aristocratici industriali inglesi, marito e moglie ("Darling" lui, "Dear" lei), abituati ad alzarsi tardi alla domenica mattina (riprendendo quindi il momento in cui la trasmissione stessa andava in onda) nonostante i ripetuti rintocchi da Big Ben dell'orologio, alle prese con le rivendicazioni dei lavoratori per migliori condizioni di vita, furono sceneggiati da Antonio Amurri e Maurizio Jurgens. Vennero proposti alla radio un mese dopo la fine della trasmissione televisiva Signore e signora dalla quale erano ripresi. Particolare era la pronuncia utilizzata da Delia Scala, di tipo inglese ma con un'insolita erre moscia per marcare l'atteggiamento snob del personaggio. 
- Il bracciante e gli scolari (12 aprile 1970)
- Il premio agli operai (19 aprile 1970)
- Padroni e lavoratori (26 aprile 1970)
- La cerimonia dei pensionati (3 maggio 1970)
- Aiuti ai terremotati (10 maggio 1970)
- I corredini dono e la mensa aziendale (17 maggio 1970)
- Il premio di operosità (24 maggio 1970)
- Visita di conforto (31 maggio 1970)
- Rapporti umani (7 giugno 1970)
- Madri operaie e addetti alla miniera (14 giugno 1970)
- Vedove aziendali e operai immigrati (21 giugno 1970)
- Le dame benefattrici (28 giugno 1970)

### Il Conversevole della domenica
(Dalla sigla di presentazione)
Il Conversevole della domenica è un personaggio apparso nel 26° ciclo della trasmissione, dal 5 novembre 1972 al 4 marzo 1973, per 18 trasmissioni. Interpretato da Gianrico Tedeschi, è un bislacco oratore che parla in maniera dotta e ricercata per un pubblico che lo comprende soltanto a tratti; pronuncia inoltre svarioni clamorosi. Nella trasmissione del 25 febbraio 1973, la penultima del ciclo, disquisisce sulla frase latina Est modus in rebus, attribuendola (erroneamente) a Marco Tullio Cicerone e Attilio Regolo e traducendola (stavolta correttamente) come "C'è una regola in ogni cosa". Tra improbabili citazioni si giunge al finale, quando attribuisce a Esopo, Plutarco e Svetonio – con tanto di frase latina totalmente inventata, «Inter rosas violasque lilium / eziam benestat nastantum / bonum volumus matri superiori» – i versi della filastrocca per bambini «Tra le rose e le viole / anche un giglio ci sta bene / noi vogliamo tanto bene / alla madre superiora».

### Marion Glacé
(Il finale, invariato, di ogni singola scenetta)
Marion Glacé è un personaggio apparso nel 29° ciclo del programma, dal 4 novembre 1973 al 3 marzo 1974, per 18 trasmissioni. Interpretata da Monica Vitti, è una sciantosa napoletana, diva del varieté in fase declinante che si affida a un fantasista internazionale e scalcinato impresario, don Fraffellicco III° (impersonato da Pietro De Vico) ed è seguita dal tuttofare Gennarino (interpretato da Mario Frera) all'occorrenza segretario, cameriere, suggeritore, chaperon ma soprattutto claquer; dovrebbe applaudire ogni volta che lei termina la sua interpretazione, ma il più delle volte i suoi interventi, non richiesti, arrivano al momento sbagliato e generalmente ogni volta che l'impresario, al colmo dell'esasperazione, straccia il suo contratto mandandola via.
In principio i tre tentano di mettere in scena spettacoli di genere diverso, ma si rivelano fallimentari e la donna a quel punto cerca di trovare pretendenti e ammiratori più o meno facoltosi (i quali spesso non compaiono in voce, tranne in alcuni casi, impersonati da Gilberto Mazzi) che siano in grado di farla uscire dalla condizione precaria nella quale si trova. Anche questi tentativi, però, sono destinati all'insuccesso e allora adotta uno stratagemma: ruba sempre qualche cosa dal suo impresario, ormai diventato suo amico (che per questo la soprannomina Teresa la ladra) facendolo naturalmente ritrovare, per proporgli un nuovo ingaggio, oppure lo trascina come suo complice nei tentativi di conquista, e infine consigliere su clamorose vincite o inaspettati guadagni, nel quale però i compiti maggiori toccano sempre a lui, poiché la donna, che si sente ancora una "diva" o "stella" del varieté, non può abbassarsi a simili gravose fatiche, cercando di tenersi con astuzia sempre innalzata su un piedistallo.
Insieme a quello di Pappagone, è l'unico sketch della trasmissione che ha una doppia sigla specifica, sia quella consueta per l'attrice sia per il personaggio; quest'ultima viene ripetuta alla fine di ogni scenetta e solo alla prima puntata della serie viene eseguita anche all'inizio.
Di seguito sono indicati i titoli degli sketch (l'elenco è parziale, ne mancano tre) e le date di messa in onda. 
- Marion Glacé e il provino (4 novembre 1973)
- Marion Glacé e il debutto (11 novembre 1973)
- Marion Glacé e la Rivoluzione francese (18 novembre 1973)
- Marion Glacé e la sceneggiata (25 novembre 1973)
- Marion Glacé e il dramma degli emigranti (2 dicembre 1973)
- Marion Glacé e la storia d'amore e di coltello (9 dicembre 1973)
- Marion Glacé e l'entrata in scena (16 dicembre 1973)
- Marion Glacé e il salotto letterario (23 dicembre 1973)
- Marion Glacé e il piantatore brasiliano (30 dicembre 1973)
- Marion Glacé e il lord inglese (6 gennaio 1974)
- Marion Glacé e il barone prussiano (13 gennaio 1974)
- Marion Glacé e la quaterna al lotto (20 gennaio 1974)
- Marion Glacé e il commendatore milanese (27 gennaio 1974)
- Marion Glacé e l'eredità dello zio (3 febbraio 1974)
- Marion Glacé e la polizza contro gli infortuni (17 febbraio 1974)